# Landing Savané
Landing Savané (Bignona, 10 gennaio 1945) è un politico senegalese, Ministro dell'artigianato, delle miniere e dell'industria dal 2000 al 2007.

## Biografia
Fondatore del Movimento Rivoluzionario per la Nuova Democrazia, si presentò alle elezioni presidenziali del 1988 ottenendo lo 0,3% dei voti. Nel 1991 promosse la costituzione del Partito Africano per la Democrazia e il Socialismo e si candidò alle elezioni presidenziali del 1993, in occasione delle quali conseguì il 2,9% dei voti.
Alle elezioni presidenziali del 2000 rinunciò alla propria candidatura e sostenne Abdoulaye Wade, che fu eletto Presidente; a seguito del successo elettorale, Savané ricoprì l'incarico di Ministro fino al 2007. Savané si ricandidò alle elezioni presidenziali del 2007, quando raggiunse il 2% dei voti.

## Vita privata
È il padre di Sitapha Savané, cestista professionista nella Liga ACB spagnola.
| Controllo di autorità | VIAF (EN) 59103629 · ISNI (EN) 0000 0000 2534 7079 · LCCN (EN) n85026269 · BNF (FR) cb12057846p (data) · J9U (EN, HE) 987007430803105171 |